# 園光子
園光子（その みつこ，1602年—1656年3月6日，江戶時代前期女院。後水尾天皇的後宮、後光明天皇的生母，院号壬生院（みぶいん）。父权大納言園基任（薨後追贈左大臣），園家本姓藤原氏，又作藤原光子。初名国子、继子。

## 生平
慶長七年出生，入後水尾天皇後宮，称京極局。宽永十年（1633年），生後光明天皇。後生下守澄法親王、元昌女王、宗澄女王、桂宮。後光明天皇承应三年（1654年）8月18日叙准三宮，同年9月20日，後光明天皇崩。同年10月6日,後西天皇宣下壬生院的院号，光子10月26日落飾。明历二年二月十一，園光子薨逝，葬京都泉涌寺，墓泉山月輪陵。
因为是天皇之母（国母），園家地位上升，光子之父基任於正保二年（1645年），追贈左大臣。光子之兄園基音的女儿園国子也入後水尾天皇的後宮，生灵元天皇。園家出了两个国母，开始繁荣。